# Georg Seiblin

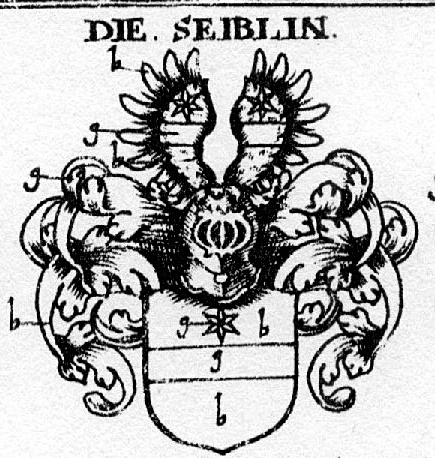
Wappen der Familie Seiblin (in blau, ein goldener Balken, darüber ein goldener, sechsstrahliger Stern)

Georg Seiblin, auch Seyblin oder Seublin (* 9. Oktober 1529; † 18. August 1591) war ein Jurist und Diplomat im Dienste des Hochstifts Worms.

## Leben und Wirken
Georg Seiblin studierte Jura und erwarb schon mit 23 Jahren den Titel eines Doktors beider Rechte (kirchliches und weltliches Recht). Vermutlich ist er identisch mit jenem Georg Seublin aus Vaihingen an der Enz, der sich am 21. Mai 1541 – zusammen mit seinem Bruder Philipp, der später als Prokurator am Reichskammergericht erscheint – an der Universität Tübingen immatrikulierte und im September 1542 seinen Baccalaureustitel erhielt. Bald nach seinem Doktorat avancierte er zum Kanzler des Hochstiftes Worms und blieb 35 Jahre lang in dieser Stellung. Außerdem ernannte ihn der Kurfürst von Mainz zu seinem Rat. Seiblin vertrat seine bischöflichen Herren Dietrich von Bettendorf († 1580) bzw. Georg von Schönenberg († 1595) bei vielerlei Gelegenheiten, u. a. als Gesandter auf den Reichstagen in Augsburg, 1566 sowie 1582 und 1583 bei einer Visitation des Reichskammergerichtes zu Speyer.
Für seine Verdienste um das Hochstift verlieh ihm Bischof Dietrich von Bettendorf verschiedene kleinere Erb-Mannlehen, so etwa einen Hof mit Zubehör, beim Brunnen in Neuleiningen, einen Anteil am Kirchengut in Wintersheim, Korn und Weingülten in Sausenheim, eine Geldgülte in Grünstadt, die Montforter Wiesen zwischen Neu- und Altleiningen, sowie ein Gut mit Zehntanteil in Böhl, nach dem sich die Familie später auch als Seiblin genannt von Böhl bezeichnete.
Seiblin war verheiratet mit Anna geb. Fauth und sie hatten mehrere Kinder. Georg Dietrich, Doktor beider Rechte, und Karl, Lizentiat beider Rechte, wirkten auch als Juristen. Ersterer fungierte später als Syndikus des Speyerer Domstiftes und Beisitzer (Richter) am Reichskammergericht, letzterer als dortiger Fiskal (Staatsanwalt). Der Sohn Daniel erwarb den Titel eines Magister artium und ging als Advokat bzw. Prokurator ebenfalls ans Reichskammergericht; er erbaute sich ein Haus in Berghausen. Laut den Universitätsmatrikeln der Söhne lebte die Familie ursprünglich in Ladenburg. Die Tochter Anna heiratete Philipp Christoph Simonis, Pfennigmeister am Reichskammergericht, Sohn von Philipp Simonis († 1587), Notar und Sekretär des Domstiftes Speyer.
Georg Seiblin starb 1591 und erhielt ein Epitaph im 1689 zerstörten Kreuzgang des Wormser Domes. Dieses ging verloren, seine Inschrift wird jedoch im Band 2 des Thesaurus Palatinus, von Johann Franz Capellini von Wickenburg († 1752) überliefert. Dort heißt es u. a., dass er das Wormser Kanzleramt „35 Jahre lang mit höchstem Einsatz, Lauterkeit, Beharrlichkeit, Gewandtheit und Weisheit versehen hatte, zugleich dem Erzbischof und Kurfürsten von Mainz 11 Jahre lang von Rat gewesen und in diesen äußerst schwärentreibenden Zeiten, von seinem Kummer über das dahinsinkende Vaterland außerordentlich bewegt und ermüdet, schließlich von den beständigen für das Gemeinwesen ausgehaltenen Anstrengungen und dem Alter erschöpft, katholisch im Bekenntnis, das er aufrichtig bis zum letzten Seufzer des Lebens pflegte, gestorben war.“

## Literatur

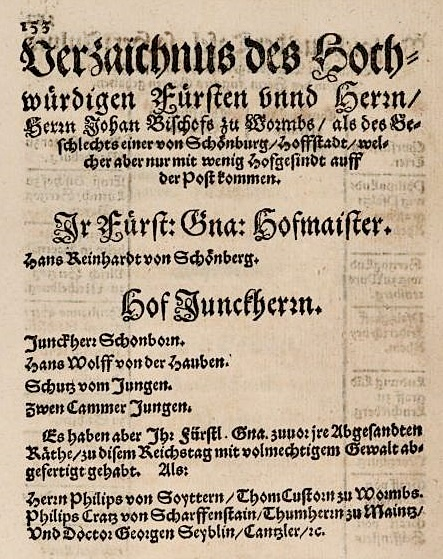
Die Teilnehmer des Fürstbistums Worms am Augsburger Reichstag von 1582; ganz unten Georg Seiblin als Kanzler